# Exincourt
Exincourt ist eine französische Gemeinde mit 3.273 Einwohnern (Stand: 1. Januar 2022) im Département Doubs in der Region Bourgogne-Franche-Comté.

## Geographie
Exincourt liegt auf 323 m, etwa drei Kilometer östlich der Stadt Montbéliard (Luftlinie). Das Dorf erstreckt sich im Becken von Montbéliard, am Südrand der breiten Talebene des Allan, am Nordfuß einer Anhöhe, welche die Täler von Allan und Doubs trennt.
Die Fläche des 3,45 km² großen Gemeindegebiets umfasst einen Abschnitt des Beckens von Montbéliard am südlichen Rand der Burgundischen Pforte (Trouée de Belfort). Der nördliche Teil des Gebietes wird von der knapp zwei Kilometer breiten Talebene des Allan eingenommen, die durchschnittlich auf 320 m liegt. Früher bildete der Flusslauf des Allan die nördliche Grenze. Dieser wurde jedoch mit der Wasserstraße des Rhein-Rhône-Kanals zusammengelegt und nach Süden verschoben, so dass nun auch Teile des Peugeot-Areals (Sochaux) nördlich des Wasserwegs und der Autobahn zu Exincourt gehören.
Nach Süden steigt das Gelände leicht an zur Anhöhe von Exincourt, die auf rund 340 bis 350 m liegt. Sie wird durch den Einschnitt einer ehemaligen Trambahn in einen westlichen und einen östlichen Teil zergliedert. Auf einem Hügel östlich des Dorfes wird mit 382 m die höchste Erhebung von Exincourt erreicht. Mit einem 20 bis maximal 30 m hohen Steilhang fällt diese Anhöhe nach Süden zur weiten Talebene des Doubs bei Audincourt ab. Das Gemeindeareal reicht jedoch nicht bis zum Fluss.
Nachbargemeinden von Exincourt sind Sochaux im Norden, Étupes im Osten, Taillecourt und Audincourt im Süden sowie Montbéliard im Westen.

## Geschichte
Die erste urkundliche Erwähnung von Exincourt erfolgte im Jahr 1150 unter dem Namen Assincurt. Seit dem Mittelalter gehörte Exincourt zum Herrschaftsgebiet der Grafen von Montbéliard. Die Reformation wurde ab 1538 im Dorf eingeführt. Mit der Annexion der Grafschaft Montbéliard gelangte das Dorf 1793 endgültig in französische Hand.
Im 19. Jahrhundert wurde bei Exincourt Eisenerz abgebaut und in den Eisenwerken von Audincourt verarbeitet. Im Verlauf des 19. Jahrhunderts entwickelte sich Exincourt zu einem Industriestandort. Zu den traditionellen Industriezweigen gehörten die Uhrenindustrie (bis 1925) und die 1893 von der Industriellendynastie Japy gegründete Textilfabrik (ursprünglich eine Baumwollspinnerei), die ihren Betrieb 1989 schließen musste. Mit der Eröffnung der Trambahn von Montbéliard nach Hérimoncourt im Jahr 1904 wurde Exincourt an das Netz des öffentlichen Verkehrs angebunden (1932 wurde der Betrieb aufgegeben). Die zweite Hälfte des 20. Jahrhunderts war geprägt durch eine Diversifizierung der Industrie und Umnutzung leer stehender Fabrikareale. Heute gehört Exincourt zum Gemeindeverband Pays de Montbéliard Agglomération.

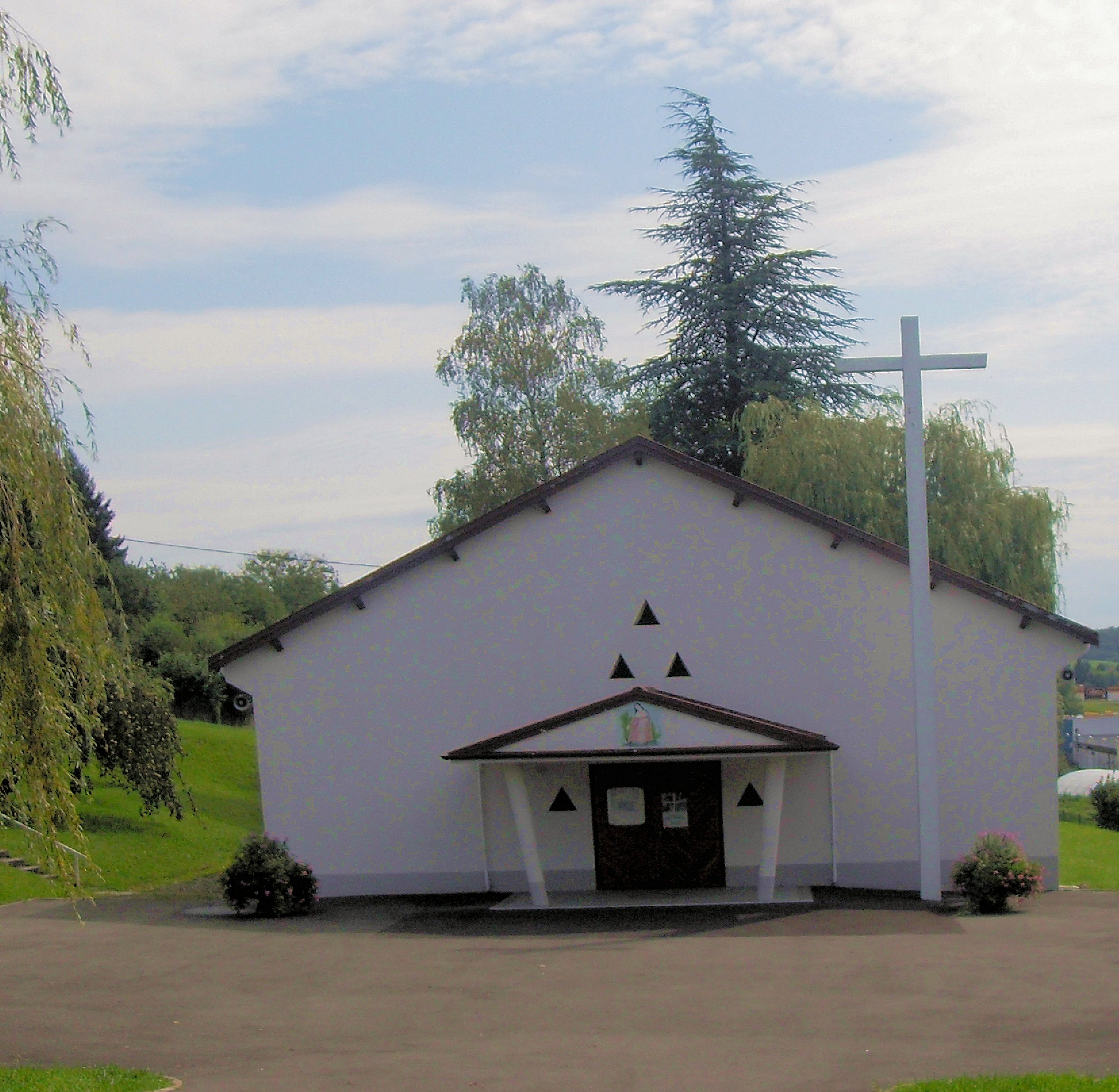
Kapelle Notre-Dame
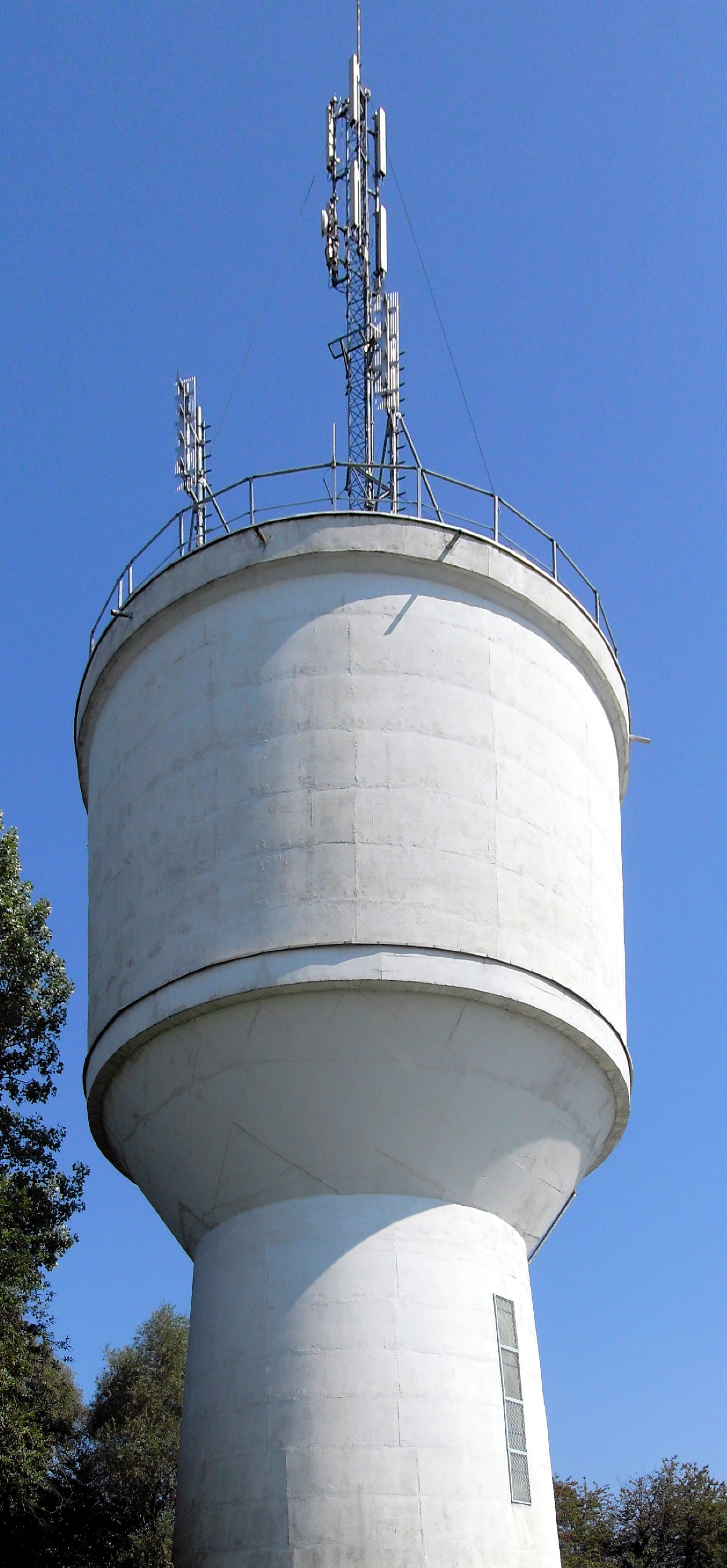
Wasserturm
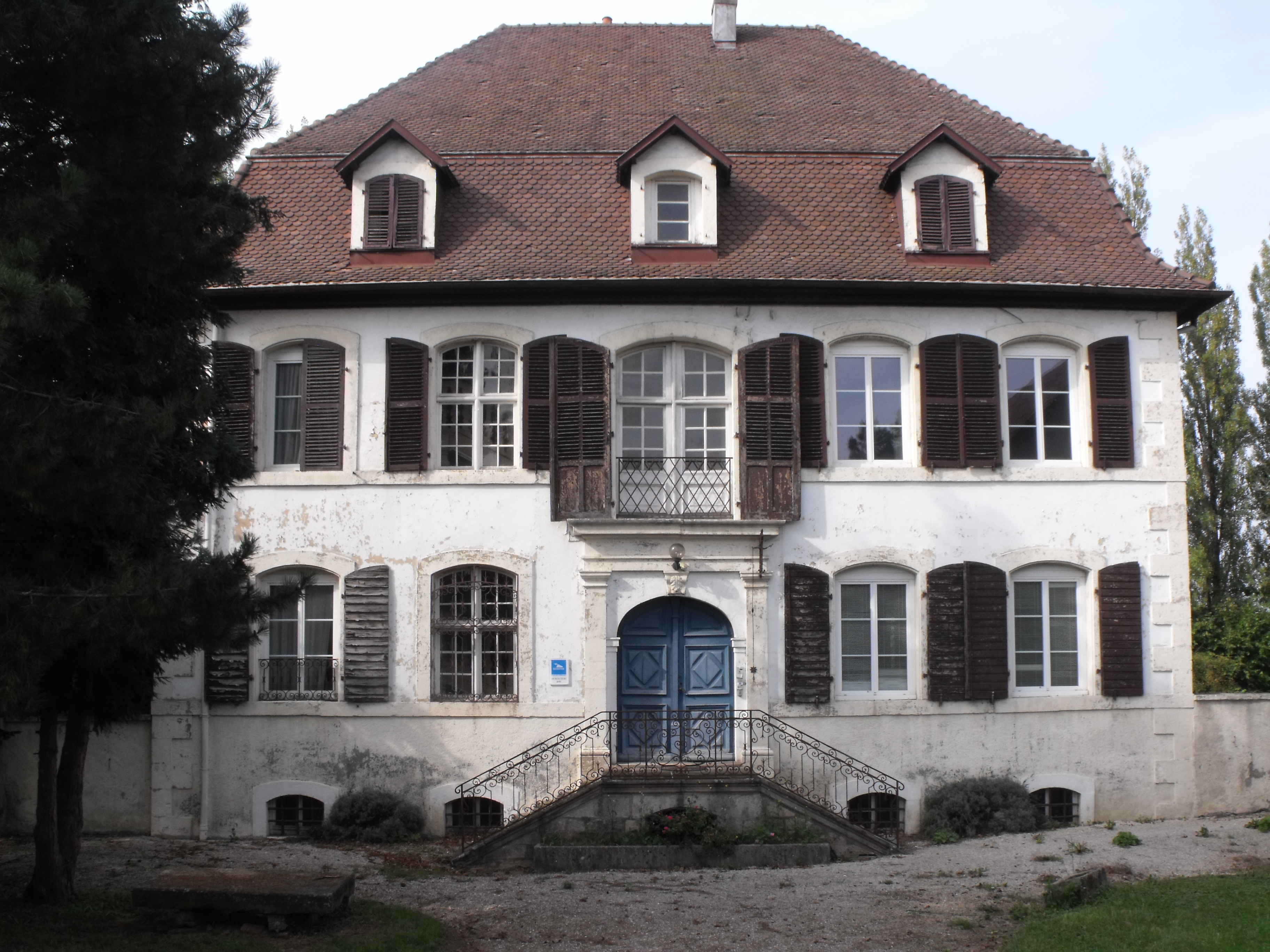
Château Sattler
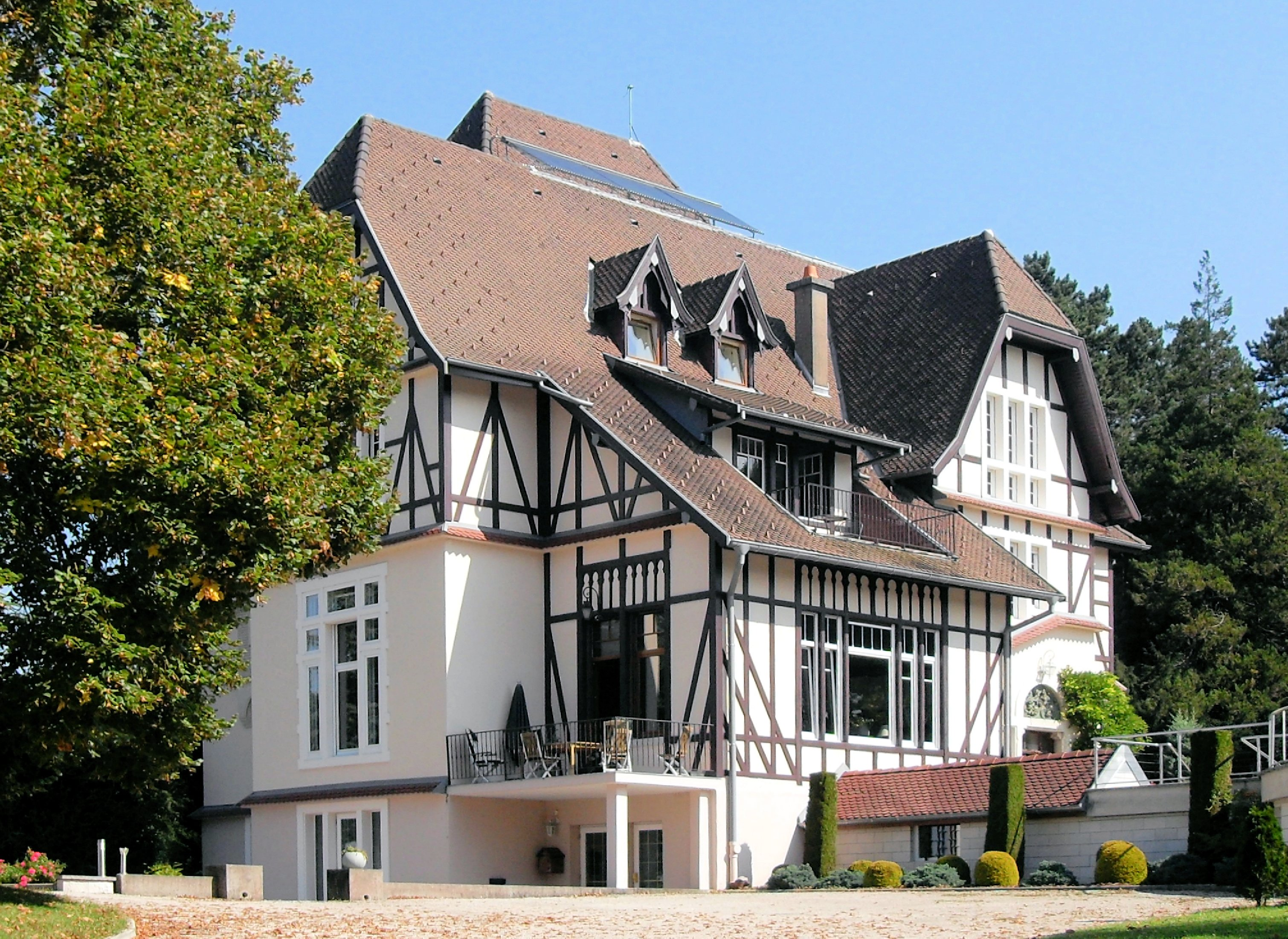
Château Sahler

## Sehenswürdigkeiten
Die lutherische Kirche (Temple luthérien) wurde 1846/1847 nach Plänen Jean Frédéric Fallots an erhöhter Lage über dem Dorf erbaut. Der 1738 bis 1741 errichtete Vorgängerbau, eine der zwanzig Kirchen, die im Auftrag Herzog Carl Eugens in seiner langen Herrschaft neu erbaut oder erneuert wurden, wich dem Straßenausbau. Das Château Sahler wurde 1903 als Villa für eine Industriellenfamilie errichtet und beherbergt heute das Centre interprofessionnel de promotion économique et sociale (CIPES).

Lutherische Kirche in Exincourt
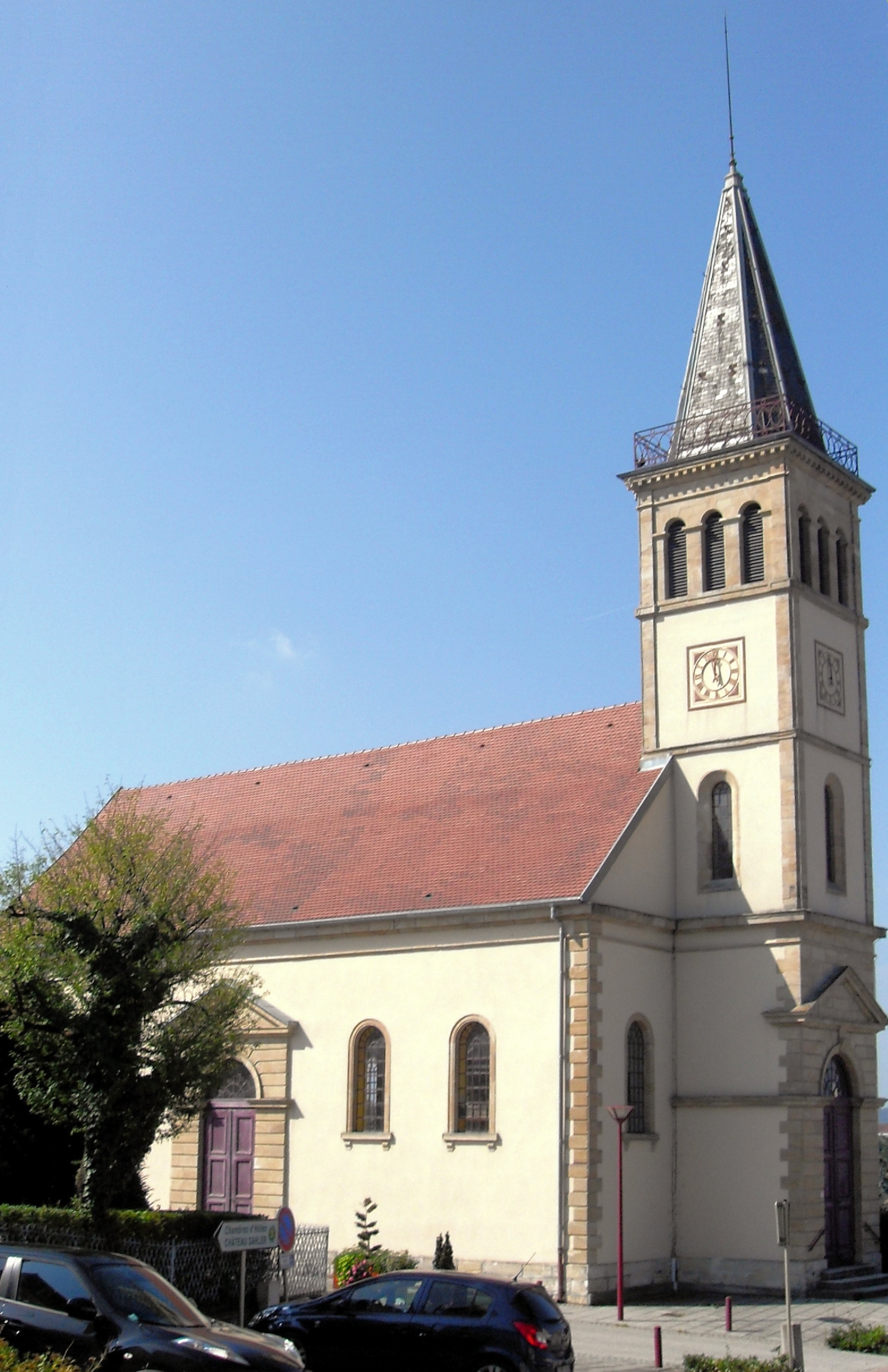
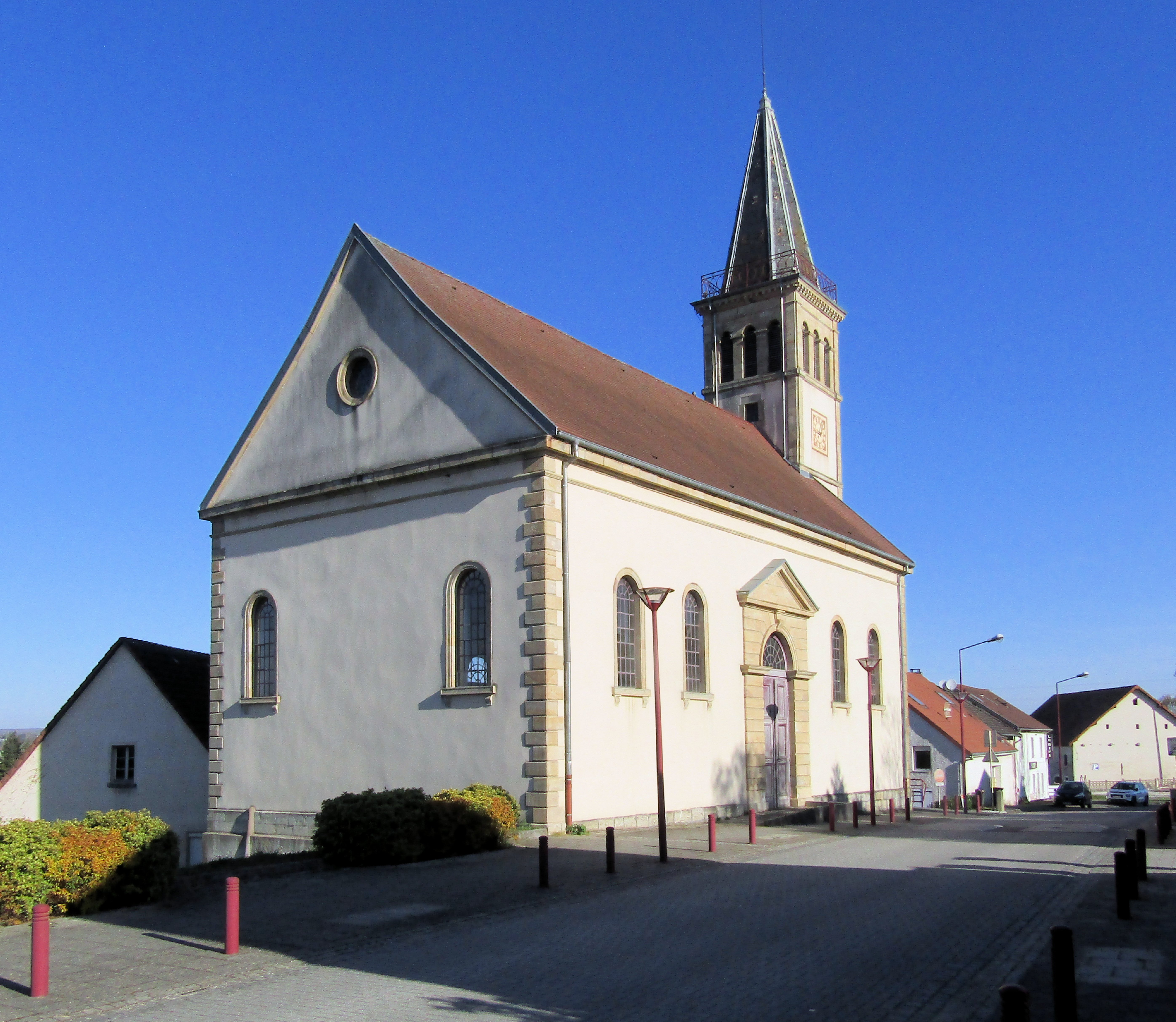

## Bevölkerung
| Jahr                       | 1901 | 1926 | 1954 | 1962 | 1968 | 1975 | 1982 | 1990 | 1999 | 2005 | 2016 |
| Einwohner                  | 494  | 1282 | 2735 | 3763 | 4317 | 4185 | 3776 | 3445 | 3309 | 3236 | 3230 |
| Quellen: Cassini und INSEE |      |      |      |      |      |      |      |      |      |      |      |

Mit 3273 Einwohnern (Stand 1. Januar 2022) gehört Exincourt zu den mittelgroßen Gemeinden des Départements Doubs. Nachdem die Einwohnerzahl in der zweiten Hälfte des 19. Jahrhunderts stets im Bereich zwischen 300 und 400 Personen gelegen hatte, setzte von 1900 bis 1930 eine markante Bevölkerungszunahme ein. Innerhalb von diesen 30 Jahren verfünffachte sich die Einwohnerzahl. Nach einer längeren Zeit der Stagnation gab es von 1950 bis 1968 nochmals ein deutliches Bevölkerungswachstum. Mit 4317 Einwohnern wurde Ende der 1960er Jahre der bisherige Höchststand erreicht. Die Wirtschaftskrise und die Restrukturierung der Industrie im Pays de Montbéliard in der Zeit von 1975 bis 1990 führten zu einem deutlichen Bevölkerungsrückgang. Bis heute hält der rückläufige Trend in abgeschwächter Form an. Seit dem Höchststand hat Exincourt etwa 1100 Einwohner verloren, was einem Rückgang von 25 %  entspricht. Heute ist das Siedlungsgebiet von Exincourt mit denjenigen von Sochaux, Étupes, Taillecourt und Audincourt beinahe lückenlos zusammengewachsen.

## Wirtschaft und Infrastruktur
Gegen Ende des 19. Jahrhunderts entwickelte sich Exincourt zu einer industriell geprägten Gemeinde. Seit den 1970er Jahren wurden verschiedene Industrie- und Gewerbezonen eingerichtet. Große Industrieareale befinden sich in der Talebene des Allan beidseits des Rhein-Rhône-Kanals (ein Teil des Peugeot-Areals von Sochaux gehört zu Exincourt) sowie im Tal des Doubs. Heute bietet Exincourt mehr als 1000 Arbeitsplätze. Zu den wichtigen Industriezweigen zählen der Automobilbau, die Mikromechanik und die Metallverarbeitung. Im Weiteren haben sich zahlreiche Firmen niedergelassen, die im Dienstleistungssektor tätig sind, wie beispielsweise Handels- und Logistikfirmen, Verteilerzentren, Vertrieb von medizinisch-pharmazeutischen Artikeln und Transportunternehmen. Ferner gibt es verschiedene große Einkaufszentren, Kleider- und Möbelfabriken, einen Baumarkt sowie zahlreiche Geschäfte des Einzelhandels für den täglichen Bedarf.
Exincourt ist Standort des Centre interprofessionnel de promotion économique et sociale (CIPES), eines Berufs- und Bildungszentrums für Erwachsene der Region Montbéliard-Belfort.
Die Ortschaft ist verkehrstechnisch sehr gut erschlossen. Sie liegt an einer Departementsstraße, die von Montbéliard nach Étupes führt. Der nächste Anschluss an die Autobahn A36, welche das Gemeindegebiet durchquert, befindet sich in einer Entfernung von ungefähr einem Kilometer. Weitere Straßenverbindungen bestehen mit Sochaux, Audincourt und Taillecourt. Mit der Stadt Montbéliard und den umliegenden Gemeinden ist Exincourt durch mehrere Buslinien verbunden.